# 第4次ベルルスコーニ内閣
第4次ベルルスコーニ内閣（だい4じベルルスコーニないかく、Governo Prodi IⅤ）は、イタリアの内閣。首相（閣僚評議会議長）はシルヴィオ・ベルルスコーニ（第81代）。

## 概要
2008年イタリア総選挙で上下両院の過半数を制したベルルスコーニ率いる中道右派連合による政権。
- 与党 - 自由の人民（PdL）、北部同盟（LN）

### 就任日
2008年5月8日

## 閣僚一覧
| 閣僚                                | 代 | 画像 | 氏名                               | 就任日         | 退任日         | 所属政党          | 備考 |
| ----------------------------------- | -- | ---- | ---------------------------------- | -------------- | -------------- | ----------------- | ---- |
| 首相 （閣僚評議会議長）             | 81 |      | シルヴィオ・ベルルスコーニ         | 2008年5月8日   | 2011年11月16日 | 自由の人民（PdL） |      |
| 外相                                |    |      | フランコ・フラッティーニ           | 2008年5月8日   | 2011年11月16日 | 自由の人民（Pdl） |      |
| 内相                                |    |      | ロベルト・マローニ                 | 2008年5月8日   | 2011年11月16日 | 北部同盟（LN）    |      |
| 経済財政相                          |    |      | ジュリオ・トレモンティ             | 2008年5月8日   | 2011年11月16日 | 自由の人民（Pdl） |      |
| 国防相                              |    |      | イニャツィオ・ラ＝ルッサ           | 2008年5月8日   | 2011年11月16日 | 自由の人民（Pdl） |      |
| 司法相                              |    |      | アンジェリーノ・アルファノ         | 2008年5月8日   | 2011年7月27日  | 自由の人民（Pdl） |      |
| 司法相                              |    |      | ニット フランチェスコ・パルマ      | 2011年7月28日  | 2011年11月16日 | 自由の人民（Pdl） |      |
| 経済開発相                          |    |      | クラウディオ・スカヨーラ           | 2008年5月8日   | 2010年5月4日   | 自由の人民（Pdl） |      |
| 経済開発相                          |    |      | パオロ・ロマーニ                   | 2010年10月4日  | 2011年11月16日 | 自由の人民（Pdl） |      |
| 農業相                              |    |      | ルーカ・ザイア                     | 2008年5月8日   | 2010年4月16日  | 北部同盟（LN）    |      |
| 農業相                              |    |      | ジャンカルロ・ガラン               | 2010年4月16日  | 2011年3月23日  | 自由の人民（Pdl） |      |
| 農業相                              |    |      | Francesco Saverio Romano           | 2011年3月23日  | 2011年11月16日 | （PID）           |      |
| 教育・大学・研究相                  |    |      | マリアステッラ・ジェルミーニ       | 2008年5月8日   | 2011年11月16日 | 自由の人民（Pdl） |      |
| 保健・労働・社会保障相              |    |      | マウリツィオ・サッコーニ           | 2008年5月8日   | 2009年12月12日 | 自由の人民（Pdl） |      |
| 労働・社会保障相                    |    |      | マウリツィオ・サッコーニ           | 2009年12月13日 | 2011年11月16日 | 自由の人民（Pdl） |      |
| 保健相                              |    |      | フェルツィーオ・ファジオ           | 2009年12月13日 | 2011年11月16日 | 自由の人民（Pdl） |      |
| インフラ運輸相                      |    |      | アルテーロ・マッテオーリ           | 2008年5月8日   | 2011年11月16日 | 自由の人民（Pdl） |      |
| 環境相                              |    |      | ステファーニア・プレスティジャコモ | 2008年5月8日   | 2011年11月16日 | 自由の人民（Pdl） |      |
| 文化財・文化活動相                  |    |      | サンドロ・ボンディ                 | 2008年5月8日   | 2011年3月23日  | 自由の人民（Pdl） |      |
| 文化財・文化活動相                  |    |      | ジャンカルロ・ガラン               | 2011年3月23日  | 2011年11月16日 | 自由の人民（Pdl） |      |
| 無任所相 （EU政策担当）             |    |      | アンドレア・ロンキ                 | 2008年5月8日   | 2010年11月17日 | 自由の人民（Pdl） |      |
| 無任所相 （連邦改革担当）           |    |      | ウンベルト・ボッシ                 | 2008年5月8日   | 2011年11月16日 | 北部同盟（LN）    |      |
| 無任所相 （議会関係担当）           |    |      | エリオ・ヴィート                   | 2008年5月8日   | 2011年11月16日 | 自由の人民（Pdl） |      |
| 無任所相 （行政改革・技術革新担当） |    |      | レナート・ブルネッタ               | 2008年5月8日   | 2011年11月16日 | 自由の人民（Pdl） |      |
| 無任所相 （法令簡素化担当）         |    |      | ロベルト・カルデローリ             | 2008年5月8日   | 2011年11月16日 | 北部同盟（LN）    |      |
| 無任所相 （州政策担当）             |    |      | ラッファエッレ・フィット           | 2008年5月8日   | 2011年11月16日 | 自由の人民（Pdl） |      |
| 無任所相 （政策実施担当）           |    |      | ジャンフランコ・ロトンディ         | 2008年5月8日   | 2011年11月16日 | 自由の人民（Pdl） |      |
| 無任所相 （権利・機会均等担当）     |    |      | マーラ・カルファーニャ             | 2008年5月8日   | 2011年11月16日 | 自由の人民（Pdl） |      |
| 無任所相 （青少年政策担当）         |    |      | ジョルジャ・メローニ               | 2008年5月8日   | 2011年11月16日 | 自由の人民（Pdl） |      |
| 無任所相 （観光担当）               |    |      | ミシェラ・ブランビラ               | 2009年5月8日   | 2011年11月16日 | 自由の人民（PdL） |      |

### 閣僚データ
- 自由の人民 - 大臣19、政務官27
- 北部同盟 - 大臣4、政務官5
- 自治のための運動 - 政務官2
- 非議員 - 政務官3